# Apple A12
Apple A12 Bionic — це 64-бітний процесор на базі архітектури ARM, що був створений корпорацією Apple та виготовлений на потужностях компанії TSMC. Процесор з`явився у таких моделях телефонів Apple як: iPhone XS, XS Max та XR, що були презентовані 12 вересня 2018 року. Він складається з двох високопродуктивних ядер, які на 15% швидші ніж Apple A11, і з чотирьох високоефективних ядер, які споживають на 50% менше енергії у порівнянні із попереднім поколінням процесора.

## Технічні особливості
A12 створений на базі 64-бітного ARMv8-A шестиядерного центрального мікропроцесора з двома високопродуктивними ядрами, що називаються Vortex і чотирма енергоефективними ядрами. A12 також містить у собі розроблений Apple чотирьох`ядерний графічний мікропроцесор, який на 50% швидший ніж A11. Процесор A12 також містить у собі пристрій нейронної мережі, який сама Apple називає "нейронним двигуном наступного покоління". Цей пристрій нейронної мережі складається із восьми ядер і може виконувати близько 5 трильйонів операцій в секунду.
A12 виготовляється компанією TSMC використовуючи 7-нм технологічний процес. Це перший мікрочип, встановлений у смартфоні, що містить 6.9 мільярда транзисторів.
- iPhone XS
- iPhone XS Max
- iPhone XR